# San Miguel de Campmajor
San Miguel de Campmajor (oficialmente y en catalán Sant Miquel de Campmajor) es un municipio español de la provincia de Gerona, Cataluña, situado en la parte occidental de la comarca del Pla de l'Estany, en el límite con la de La Garrocha. Además de la capital municipal incluye los núcleos de Briolf, Falgons, Sant Martí de Campmajor y Ventajol.

## Demografía
San Miguel de Campmajor cuenta con una población de 254 habitantes (INE 2024).

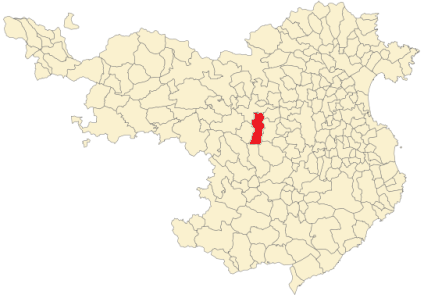
Situación de San Miguel de Campmajor en la provincia de Gerona

| Gráfica de evolución demográfica de San Miguel de Campmajor entre 1842 y 2021 |
| |
| Población de derecho según los censos de población del INE Población de hecho según los censos de población del INEEntre el censo de 1857 y el anterior, crece el término del municipio porque incorpora a Briof, Falgóns, San Martín de Campmajor y Ventajol |

## Lugares de interés
Iglesia parroquial de San Miguel de Campmajor